# Plagiogyria japonica
Plagiogyria japonica là một loài dương xỉ trong họ Plagiogyriaceae. Loài này được Nakai mô tả khoa học đầu tiên năm 1928.